# Laportea humblotii
Laportea humblotii är en nässelväxtart som först beskrevs av Henri Ernest Baillon, och fick sitt nu gällande namn av I. Friis. Laportea humblotii ingår i släktet Laportea och familjen nässelväxter. Inga underarter finns listade i Catalogue of Life.